# De brug (reisverslag)
 De brug  is het Boekenweekgeschenk van 2007, geschreven door Geert Mak. Het kwam uit op 14 maart 2007, op de eerste dag van de Boekenweek, die in 2007 als motto hanteerde "Lof der Zotheid - Scherts, Satire en Ironie."

## Samenvatting
In zes hoofdstukken, die alle zes een bepaalde wind als naamgever hebben, beschrijft Geert Mak zijn verblijf gedurende al die seizoenen op de Galatabrug. Hoewel op 1 januari 2005 de nieuwe lira werd ingevoerd, gaat op de brug alles nog in de oude miljoenen. Een miljoen Turkse lira is nog maar ongeveer een halve euro waard en de auteur beschrijft de handelaars op de brug, die elke dag opnieuw proberen circa 20 miljoen te verdienen. Dat verdienen kan trouwens ook heel goed als visser.
De vaakst terugkerende verkopers zijn Ali Özbağriaçik, de zolenman, Mehmet İnce, de boekhandelaar, Önder Karabuga, de sigarettenjongen, Ömer İhtiyar, de oude sjouwer, en het bejaarde echtpaar Ayhan en Fatma. Met hen en anderen voert de auteur de dagelijkse en vaak intieme gesprekken over de gebeurtenissen op de brug en hun verleden dat meestal in een Turks dorpje begon en hun toekomst. Turken, Armenen en Koerden leven naast elkaar en door elkaar op de brug in hun eigen enclaves.
De beschreven Galatabrug is inmiddels alweer de vijfde op deze plek. Geert Mak ziet zo zijn kans schoon om niet alleen de actuele dagelijkse gang van zaken op de brug te bespreken. De elkaar opvolgende historische bruggen geven hem zo ook de gelegenheid om het interessante verleden van de wereldstad Istanboel en het Turkse Rijk te beschrijven. Hij gaat zelfs terug tot Byzantion, vandaar naar Constantinopel om voorlopig te eindigen in de huidige wereldstad Istanboel. Ondertussen is de geschiedenis van Turkije beknopt doch vlijmscherp beschreven.
De brug verbindt twee delen van het Europese deel, de wijken Eminönü en Galata. De huidige vijfde brug dateert uit 1994. De eerste brug op de plek van de Galatabrug werd gebouwd in 1845. Maar zelfs Leonardo da Vinci maakte reeds een ontwerp. En in 1453 legde sultan Mehmet II al eventjes tijdens zijn verovering van de stad een provisorische brug aan van 80 schepen.

## Motto
Op de brug word je geen vrienden. Vanaf de brug kijk je toe.

## Voetnoot
1. ↑  Het boek werd onder de titel: “Köprü” ook in het Turks uitgegeven.
2. ↑  Er werden 6 nullen van de oude lira geschrapt.